# Dänische Badminton-Mannschaftsmeisterschaft 2022/23
In der Dänischen Badminton-Mannschaftsmeisterschaft 2022/23 siegte im Final-Four-Turnier Vendsyssel BK.

## Vorrunde
| Platz | Team                   | Spiele | Siege | Score | Sätze  | Punkte |
| ----- | ---------------------- | ------ | ----- | ----- | ------ | ------ |
| 1     | Højbjerg/Via Biler     | 9      | 8     | 53-28 | 118-74 | 76     |
| 2     | Vendsyssel BK          | 9      | 7     | 55-26 | 122-62 | 76     |
| 3     | Skovshoved IF          | 9      | 7     | 54-27 | 118-62 | 75     |
| 4     | Team Skælskør-Slagelse | 9      | 7     | 46-35 | 101-78 | 64     |
| 5     | Solrød Strand BK       | 9      | 5     | 46-35 | 107-87 | 62     |
| 6     | Odense BK              | 9      | 4     | 33-48 | 82-101 | 44     |
| 7     | Gentofte BK            | 9      | 2     | 35-46 | 76-105 | 43     |
| 8     | Værløse BK             | 9      | 3     | 32-49 | 70-108 | 41     |
| 9     | Aarhus AB              | 9      | 2     | 33-48 | 75-104 | 41     |
| 10    | KMB 2010               | 9      | 0     | 18-63 | 46-134 | 18     |

## Final Four
| Platz | Team                   | Spiele | Siege | Score | Sätze | Punkte |
| ----- | ---------------------- | ------ | ----- | ----- | ----- | ------ |
| 1     | Vendsyssel BK          | 2      | 2     | 10-5  | 22-11 | 12     |
| 2     | Team Skælskør-Slagelse | 2      | 1     | 9-7   | 18-17 | 10     |
| 3     | Skovshoved IF          | 2      | 1     | 6-6   | 14-15 | 6      |
| 4     | Højbjerg/Via Biler     | 2      | 0     | 3-10  | 10-21 | 3      |